# Чирпанско
 Тази статия е за историко-географската област.  За общината вижте Чирпан (община).  
Чирпанско е историко-географска област в Южна България, около град Чирпан.
Територията ѝ съвпада приблизително с някогашната Чирпанска околия – днешните общини Чирпан и Братя Даскалови, както и селата Великан, Длъгнево, Здравец и Странско, град Меричлери и квартал Черноконево в община Димитровград, селата Градина, Добри дол и Крушево в община Първомай, селата Пъстрово и Яворово в община Стара Загора и село Бял извор в община Опан. Разположена е на левия бряг на Марица в средната част на Горнотракийската низина. Граничи с Казанлъшко на север, Старозагорско на изток, Хасковско, Първомайско и Асеновградско на юг и Пловдивско на запад.